# Chrudimský Salvátor

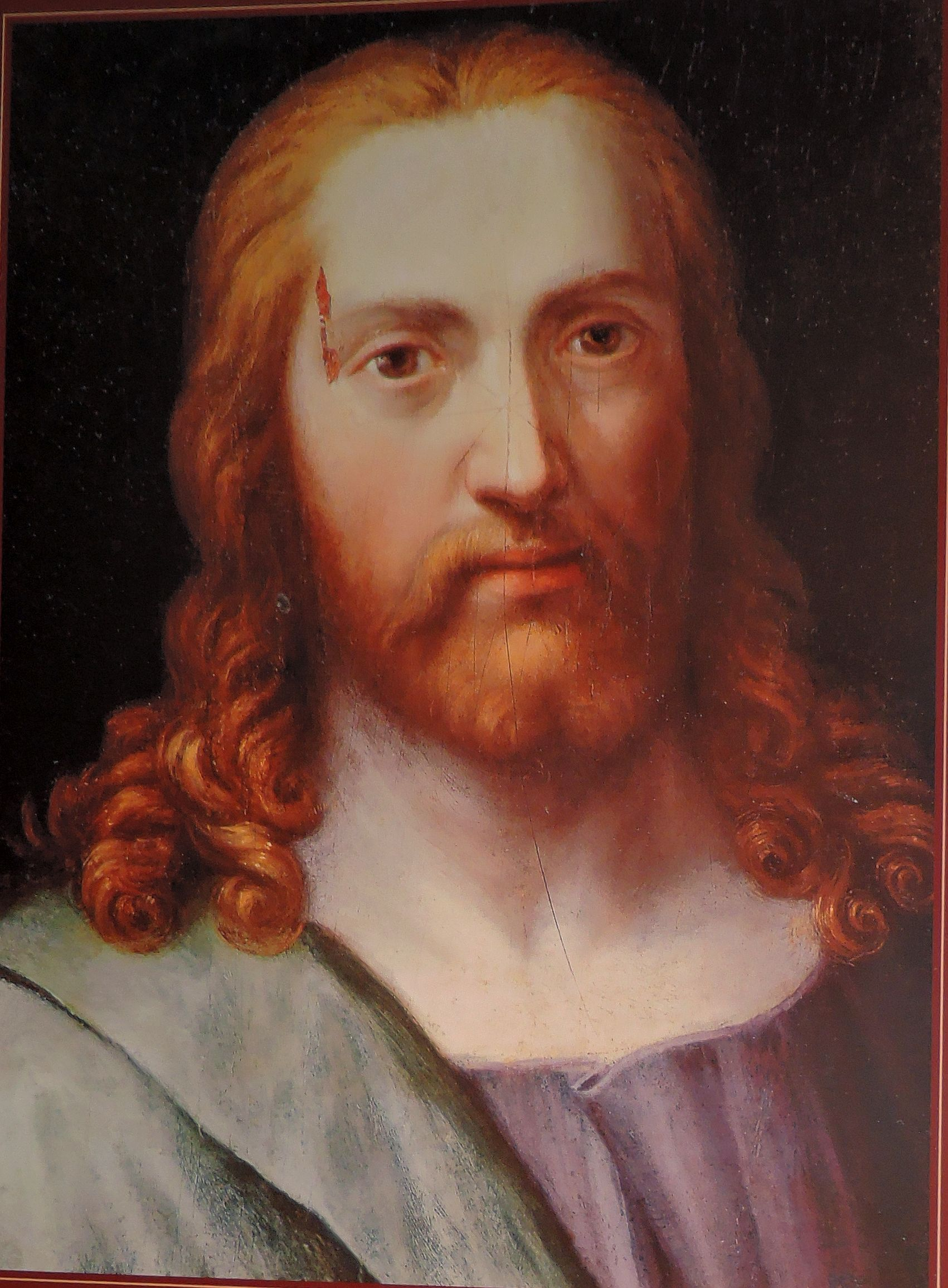
Chrudimský Salvátor

Chrudimský Salvátor, též Chrudimský Spasitel, je deskový obraz Kristova portrétu, římsko-katolickou církví uctívaný od roku 1648 jako zázračný (milostný). Proslul jako poutní ikona děkanského chrámu v Chrudimi.

## Původ
Obraz patří k tzv. „Svatým tvářím“ (Volto santo), tedy ikonám s reprezentačním vyobrazením Kristovy tváře, které upřeně hledí na pozorovatele. Obraz inspirovaný vzorem z Lateránské baziliky v Římě namaloval neznámý český malíř koncem 16. století.

## Historie
Obraz měl původně patřit do sbírky císaře Rudolfa II. na Pražském hradě. Odtud jej za třicetileté války ukradli vojáci, kteří naloupené české poklady odváželi jako válečnou kořist. Vojáci deskový obraz údajně používali jako podložku pro hru v kostky a pořezali jej na nose. Obraz začal utrpením ze zneuctění krvácet na Kristově pravém spánku. Po cestě pak obraz podle jedné verze legendy vypadl z naloženého vozu již v Praze Na příkopech a tam jej našel číšník z hostince U černé růže, který jej prodal tajemníku Ferdinanda Viléma Slavaty z Chlumu a Košumberka. Podle jiné verze legendy vojáci číšníkovi obraz prodali. Slavatův tajemník obraz odkázal svému příteli, Janu Pfeiferovi v Chrudimi poté, co k němu přijel, onemocněl a v jeho domě roku 1643 zemřel. Podle další verze legendy, kterou vypověděla služebnice Pfeifferových Dorota Skákalíková a zaznamenal ji V. B. Petržilka, měli obraz získat a poškodit teprve vojáci švédské armády, kteří okupovali Chrudim roku 1643. Při hře v kostky nikdo nemohl vyhrát, a proto obraz ze zlosti pořezali.
Po skončení třicetileté války byly události kolem obrazu šetřeny. Chrudimský děkan Samuel Hataš (činný v letech 1670–1685) se zasloužil o znovuobjevení a vysvěcení obrazu, který dal roku 1674 vystavit úctě na hlavním oltáři děkanského kostela v Chrudimi, 9. srpna 1676 jej vysvětil. Roku 1680 se ve městě konalo procesí proti moru, po kterém byl obraz prohlášen za zázračného lékaře. Byl opatřen stříbrným rámem, v pozdějším dřevěném rámu z 19. století je vystaven dosud. Obrazu byly připisovány zázračné účinky uzdravování nemocných. Barokní legendu o hanobení obrazu a učiněné zázraky sepsal a roku 1711 tiskem vydal pražský lékař Václav Baltazar Petržilka, který Salvátora nazval Nebeským lékařem. Každoročně se k obrazu konala poutní procesí až o roku 1782, kdy je císař Josef II. zakázal. Po roce 1815 byla obnovena a v menším rozsahu trvala až do konce 19. století.
Obraz odpovídá skice Cristo di Lecco od Leonarda da Vinciho. V Rudolfínském seznamu je jako autor uveden Joachim Patinir.

## Popis obrazu
Dřevěná (lipová) deska má rozměry 49,5 × 34,5 cm a tloušťku 8 centimetrů, olejomalba představuje údajný Kristův portrét s protáhlou tváří, lemovanou kaštanově hnědými kadeřemi, spadajícími na ramena. Na spánku vedle pravého oka je krvavá jizva, kterou podle restaurátorské zprávy z roku 1996 tvoří tmel, a na nose je síť hvězdicovitých rýh, které způsobili švédští vojáci. Roku 1996 obraz restauroval akademický malíř Petr Bareš.

## Kopie či repliky

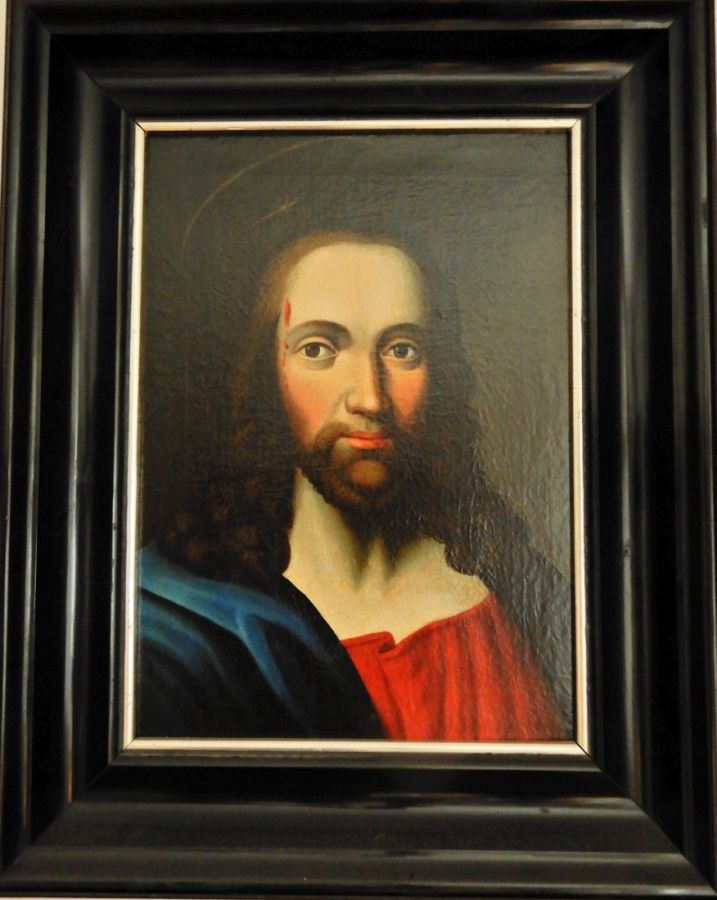
Chrudimský Salvátor, replika, Brno kolem 1825

Obraz byl v minulosti několikrát kopírován a vytvořeny také dobové repliky, které se liší jak typem tváře, tak barevností oděvu. Byly nebo dosud jsou na oltářích poutních či regionálních kostelů, zpravidla na predele nebo v nástavci oltářního retáblu, také v muzeích a soukromých sbírkách:
- Hlavní oltář kostela sv. Františka v Chocni[2]
- Hlavní oltář kostela sv. Prokopa v Mnichovicích[3]
- Postranní oltář kostela Všech svatých v Uhříněvsi[4]
- Hlavní oltář kostela sv. Jiří v Horních Heřmanicích
- Freska na klenbě ambitu u poutního kostela Panny Marie Vítězné na Bílé Hoře
- Kaple španělských benediktinů na Bezdězi (zrušena)[5]
- Tři navzájem odlišné repliky: Regionální muzeum v Litomyšli[6]
- Městské muzeum v Poličce[7]
- Muzeum Vyškovska ve Vyškově
- Postranní oltář kostela Všech svatých na Pražském hradě
- Postranní oltář poutního kostela Navštívení Panny Marie v Zašové
- Soukromá sbírka Praha

## Devoční grafika
- Martin Engelbrecht: Salvátor z Chrudimi, mědiryt, Čechy, pol. 18. století
- Anonym: "H. Salvator", kolorovaný lept, 1. pol. 19. století, Knihovna Národního muzea (Přibilova sbírka)